# トリッシェン

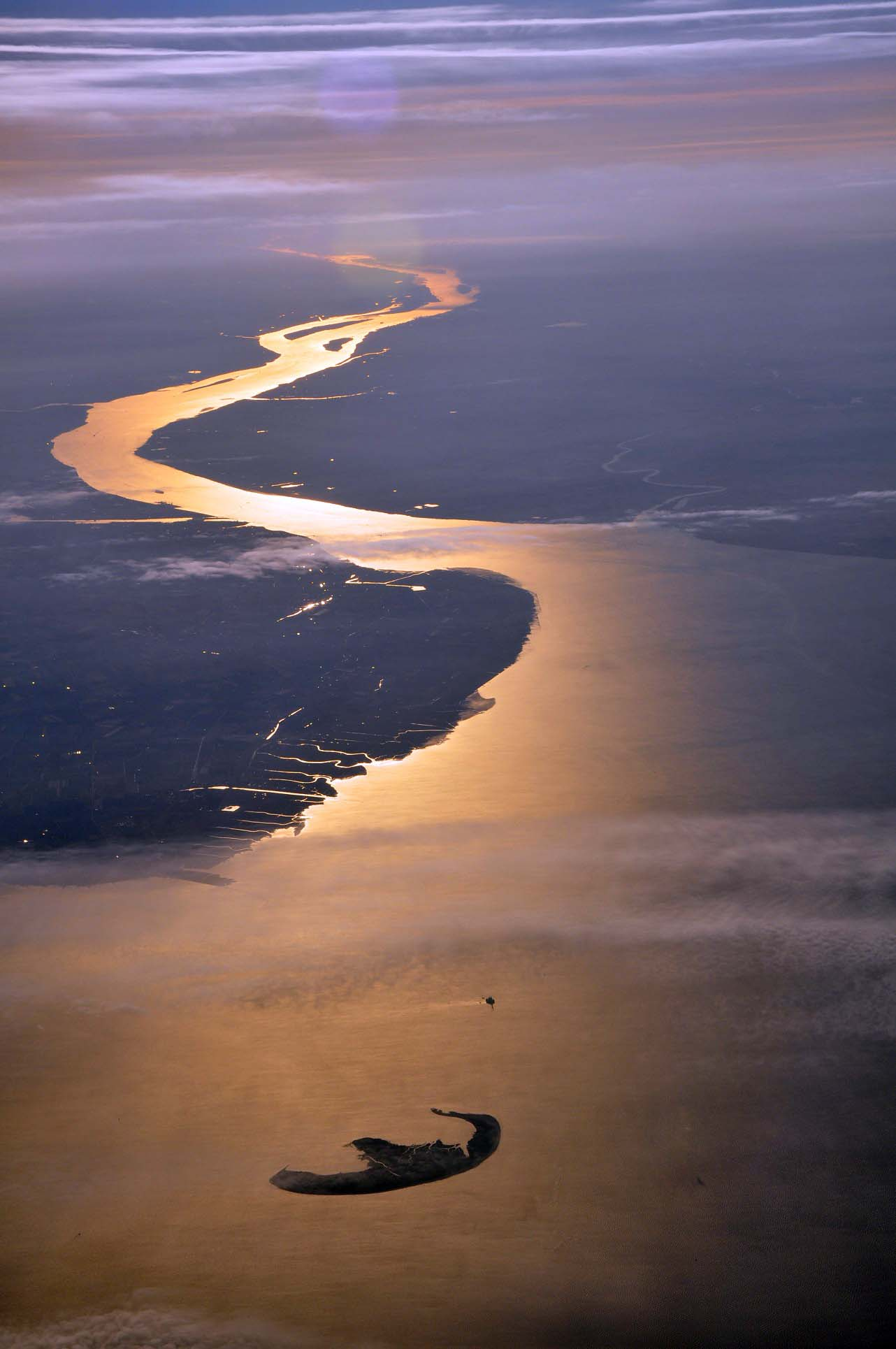
エルベ川河口のトリッシェン

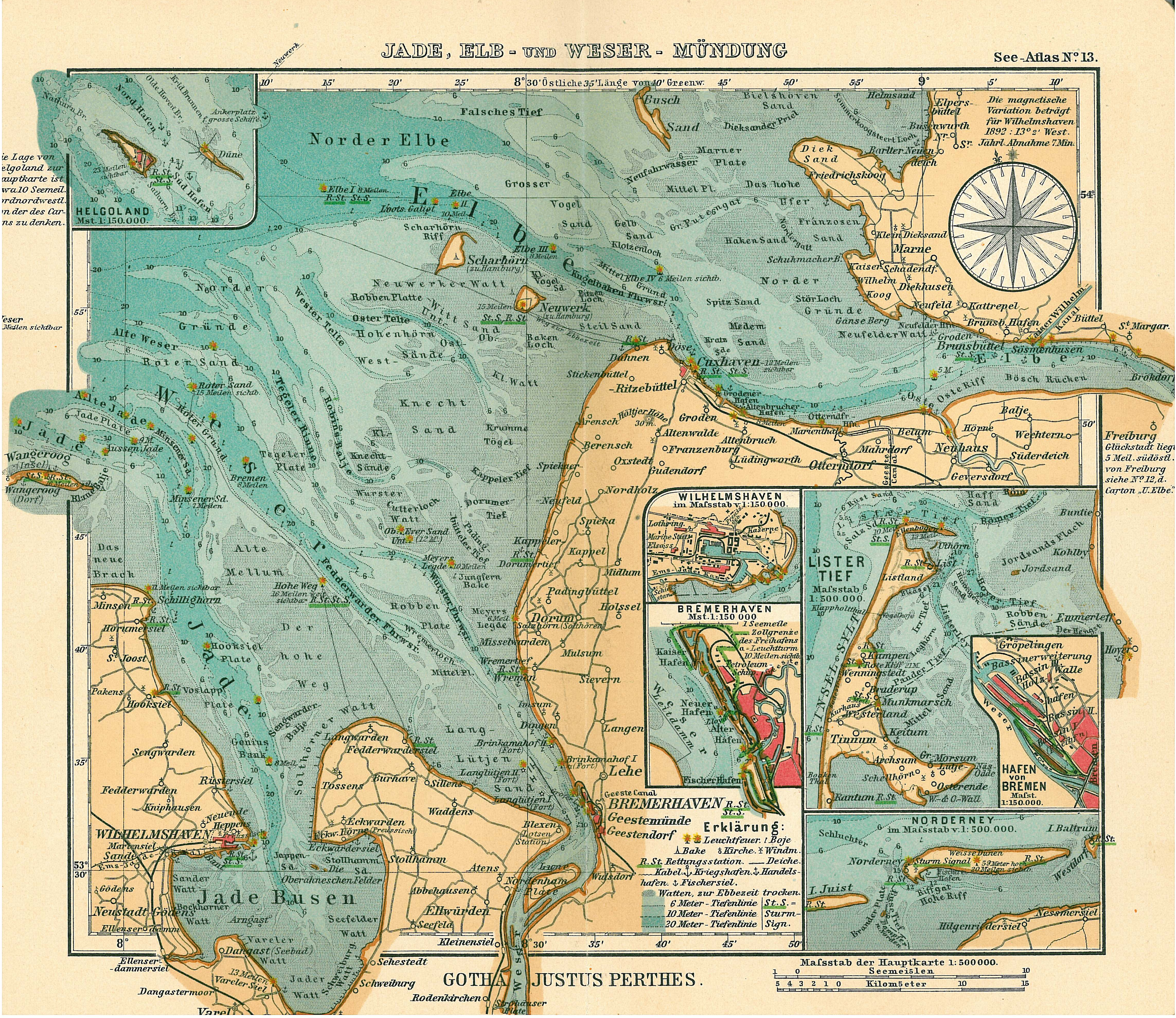
トリッシェンは1906年の地図ではBusch Sandと表示されている。

トリッシェンは、ドイツ北部・シュレースヴィヒ＝ホルシュタイン州の北海沿岸から約14キロメートル (8.7 マイル) 、トリッシェンダム堤防から約12キロメートルのメルドルフ湾に浮かぶ無人島である。この島はフリードリッヒシュコオクの自治体に属しており、3月から10月の間だけ、ドイツ自然保護連合の鳥類監視員によって占有される。それ以外の期間は立ち入り禁止となっている。トリッシェンは約400年前に誕生し、本土のビューズムに向かって1か月間で約3m移動している。
トリッシェンは、野鳥の繁殖地および休息地となっている。島とその近くのワッデン海には、ツクシガモ、コオバシギ、ハマシギなど、数種最大10万羽の鳥が生息している。1985年からは、シュレースヴィヒ＝ホルシュタイン干潟国立公園の中核地帯の一部となっている。